# يوم الأطفال
يوم الأطفال (こどもの日 كودومو نو هِي) هو عطلة وطنية يابانية تقام سنويًا في اليوم الخامس من الشهر الخامس (مايو) وهو الاحتفال الأخير في الأسبوع الذهبي. يُخصص اليوم لاحترام شخصيات الأطفال والاحتفاء بسعادتهم. تم تحديده عطلة وطنية من قبل الحكومة اليابانية في عام 1948. كان يوماً للاحتفال في اليابان منذ العصور القديمة.

## التاريخ
كان يُطلق على هذا اليوم في الأصل اسم (Tango no sekku (端午の節句 - أحد الاحتفالات السنوية الخمسة التي أقيمت في البلاط الإمبراطوري - وتم الاحتفال به في اليوم الخامس من الشهر القمري الخامس في التقويم الصيني. وبعد أن تحولت اليابان إلى التقويم الغريغوري، تم نقل التاريخ إلى 5 مايو. حتى عام 1948، كان يوم الطفل يُعرف باسم يوم الأولاد الذكور (المعروف أيضًا باسم عيد اللافتات)، حيث يتم الاحتفال بالفتيان والاعتراف بالآباء، كنظير لهيناماتسوري، أو «يوم الفتاة» في 3 مارس. حتى عام 1948، أين غُيِّر الاسم إلى يوم الأطفال يوم يشمل الأطفال الذكور والإناث على حد سواء، بالإضافة إلى الاعتراف بالأمهات جنبًا إلى جنب مع الآباء والاحتفال بالأسرة للوحدة.

## الاحتفال
في هذا اليوم، تقوم العائلات بصنع كوانوبوري (باليابانية:鯉のぼり) وتعني (راية الشبوط) وهي رآيات تقليدية تشبه كم الرياح، شكل سمك الشبوط (سمك الشبوط بسبب الأسطورة الصينية أن الكارب الذي يسبح في اتجاه المنبع يصبح تنينًا ويطير إلى الجنة، والطريق الذي تهب بها الرياح يسبح التنين فيها) ، واهداء واحدة سوداء للأب، وآخرى باللون الأحمر أو وردي للأم، وأخرى على شكل سمكة واحدة (عادة زرقاء وأحيانًا خضراءأو وبرتقالية) لكل طفل. تقليديا، عندما يتم الاحتفال بيوم الأولاد، كان كوانوبوري الأحمر للابن الأكبر مع اللون الأزرق والألوان الإضافية للأخوة الأصغر سنا. قد تعرض العائلات أيضًا دمية ساموراي، أحيانًا سمكة شبوط كبيرة (غالبًا ما تمثل الأبطال الشعبيين اليابانيين كينتارو أو موموتارو) ، والخوذة العسكرية اليابانية التقليدية، وكابوتو، نظرًا لتقاليدهم كرموز للقوة والحيوية.
كاشيوا موتشي (كعكات أرز لزجة محشوة بمربى الفاصوليا الحمراء وملفوفة بأوراق البلوط) وشيماكي (أرز حلو لزج ملفوف في زهرة السوسن أو أوراق الخيزران) يتم تقديمها تقليديا في هذا اليوم.

## طالع كذلك
- شيشي قو سان.
- مهرجان قوارب التنين.
- يوم الطفل.
- قائمة العطل الرسمية في اليابان.